# Лоренц, Людвиг
Лю́двиг Валенти́н Ло́ренц (дат.  Ludvig Valentin Lorenz; 18 января 1829, Хельсингёр — 9 июня 1891, Фредериксберг) — датский физик-теоретик. Внёс значительный вклад в развитие оптики, электродинамики и теории металлов. Был избран членом Датской королевской академии наук и литературы. Стал первым датским физиком-теоретиком, получившим международное признание.

## Биография
В 1846 году поступил в Высшую политехническую школу в Копенгагене, которую окончил в 1852 году. В 1854 году получил Золотую Медаль Копенгагенского университета за работу, посвященную геометрическим свойствам волновых фронтов Френеля. В 1858—1859 годах, получив необходимое финансирование от государства и Университета, он около года провел в Париже, повышая уровень своей подготовки в теоретической физике в сотрудничестве с Ламэ и другими. Результаты выполненной за это время работы по теории упругости вошли в статью, в которой впервые в литературе при решении волнового уравнения использовались представления о запаздывающих потенциалах.
В 1866 году стал членом Датской Королевской академия наук. С 1866 года работал в качестве профессора в Датской военной академии, позднее стал профессором Копенгагенского университета. В 1887 году получил звание доктора Honoris causa в Уппсальском университете. В том же году фонд Карлсберга в знак признания достижений Л. Лоренца в области физики предоставил ему пожизненную финансовую поддержку, с тем, чтобы он мог работать в качестве независимого исследователя.

## Научная деятельность
В 1880 году получил формулу, связывающую показатель преломления вещества с электронной поляризуемостью составляющих его частиц. Эту же формулу независимо от Л. Лоренца и практически одновременно с ним получил и другой учёный с почти идентичной фамилией — Хендрик А. Лоренц (нидерл. Hendrik A. Lorentz). В настоящее время в русскоязычной литературе общепринятым наименованием для этого соотношения является формула Лоренца — Лоренца.
Исследовал проблему связи тепло- и электропроводности металлов. Существенно дополнил содержание эмпирического  закона Видемана — Франца показав, что для металлов отношение коэффициента теплопроводности к удельной электрической проводимости пропорционально температуре.
Постоянная, фигурирующая в математической формулировке закона, носит имя Л. Лоренца, а сам закон часто именуют законом Видемана — Франца — Лоренца.
Используя развитую в собственных работах теорию электромагнитного поля, он предложил новый для своего времени вариант калибровки векторного потенциала, называемый ныне в литературе калибровка Лоренца.
Занимался теорией рассеяния света. Детальное рассмотрение рассеяния света на сферических частицах, выполненное им, было приведено в последней его статье, опубликованной в 1890 году на датском языке, и потому, как полагают, оставшейся неизвестной широкому читателю. По своему содержанию эта работа во многом опередила появившиеся позже работы  Густава Ми, с именем которого обычно связывают как упомянутый вид рассеяния, так и теорию, описывающую его. В то же время нередко используется и термин «рассеяние Лоренца — Ми».
В работах, посвящённых истории науки, распространено мнение о том, что вклад Л. Лоренца в физику недооценён и частично забыт, при этом результаты, впервые полученные им, в литературе иногда безосновательно ассоциируются с именами других учёных. В особенно большой степени последнее относят к калибровочным соотношениям и теории рассеяния света.

## Комментарии
1. ↑  Ныне Датский технический университет.
2. ↑  Некоторые источники[3] указывают на 1869 год, ссылаясь на статью Л. Лоренца, в которой был представлен первоначальный вариант вывода формулы.
3. ↑  Сам  Х. А. Лоренц писал о том, что Л. В. Лоренц получил формулу несколько раньше[4].
4. ↑  В англоязычной литературе обычно используется наименование Lorentz-Lorenz equation или Lorentz-Lorenz formula.
5. ↑  Позже, в 1898 году, статья была переиздана и на французском языке[6].

### Избранные труды
- Lorenz L. Die Theorie des Lichtes I. Ann. Phys. Chem. 18 (1863), 111—145.
- Lorenz L. Über die Identität der Schwingungen des Lichtes mit den elektrischen Strömen // Poggendorffs Annalen der Physik, 131 (1867), p. 243—263
- Lorenz L.. Experimentale og theoretiske undersøgelser over legemernes brydningsforhold. K. Dan. Vidensk. Selsk. Forh. 1869. V.8, p. 209.
- Lorenz L. Über die Refractionsconstante // Ann. Phys. 11, 70—103 (1880)
- Lorenz L. Lysbevaegelsen i og uden for en af plane Lysbolger belyst Kugle. Det Kongelige Danske Videnskabernes Selskabs Skrifter. 1890. V. 6. Raekke, 6. Bind, 1, p 1-62.
- Lorenz L. Sur la lumière réfléchie et réfractée par une sphère transparente. In: Œuvres scientifiques de L. Lorenz, revues et annotées par H. Valentiner. Tome Premier. — Copenhague: Lehmann & Stage, 1898. — С. 403—529.

### О Л. В. Лоренце
- Jackson J. D. Examples of the zeroth theorem of the history of science // American Journal of Physics. — 2008, Vol.76. — С. 704—719.
- Jackson J. D.; Okun L. B. Historical roots of gauge invariance. — E-print. — 12 March, 2001. — С. 1—34.
- Jackson J. D. and Okun L. B. Historical roots of gauge invariance // Reviews of Modern Physics. — 2001. — Vol. 73. — P. 663—680.
- Keller, Ole. Optical works of L. V. Lorenz // Progress in Optics / Ed. Emil Wolf. — 2002. — Vol. 43. — P. 195—294. — ISBN 0 444 51022 2.
- Kragh, Helge. Ludvig Lorenz and nineteenth century optical theory: the work of a great Danish scientist // Applied Optics. — 1991, Vol.30, Issue 33. — С. 4688—4695.
- Nevels, Robert; Chang-Seok Shin. Lorenz, Lorents, and Gauge // IEEE Antennas and Propagation Magazine. — 2001. — Vol. 43. — № 3. — P. 70—72.
- Лорентц Г. А. Теория электронов и её применение к явлениям света и теплового излучения. — М.: Государственное издательство технико-теоретической литературы, 1956. — 472 с. — (Классики естествознания).
- Храмов Ю. А. Лоренц Людвиг Валентин (Lorenz Ludvig Valentin) // Физики : Биографический справочник / Под ред. А. И. Ахиезера. — Изд. 2-е, испр. и доп. — М. : Наука, 1983. — С. 169. — 400 с. — 200 000 экз.